# كوكبية كبيرة

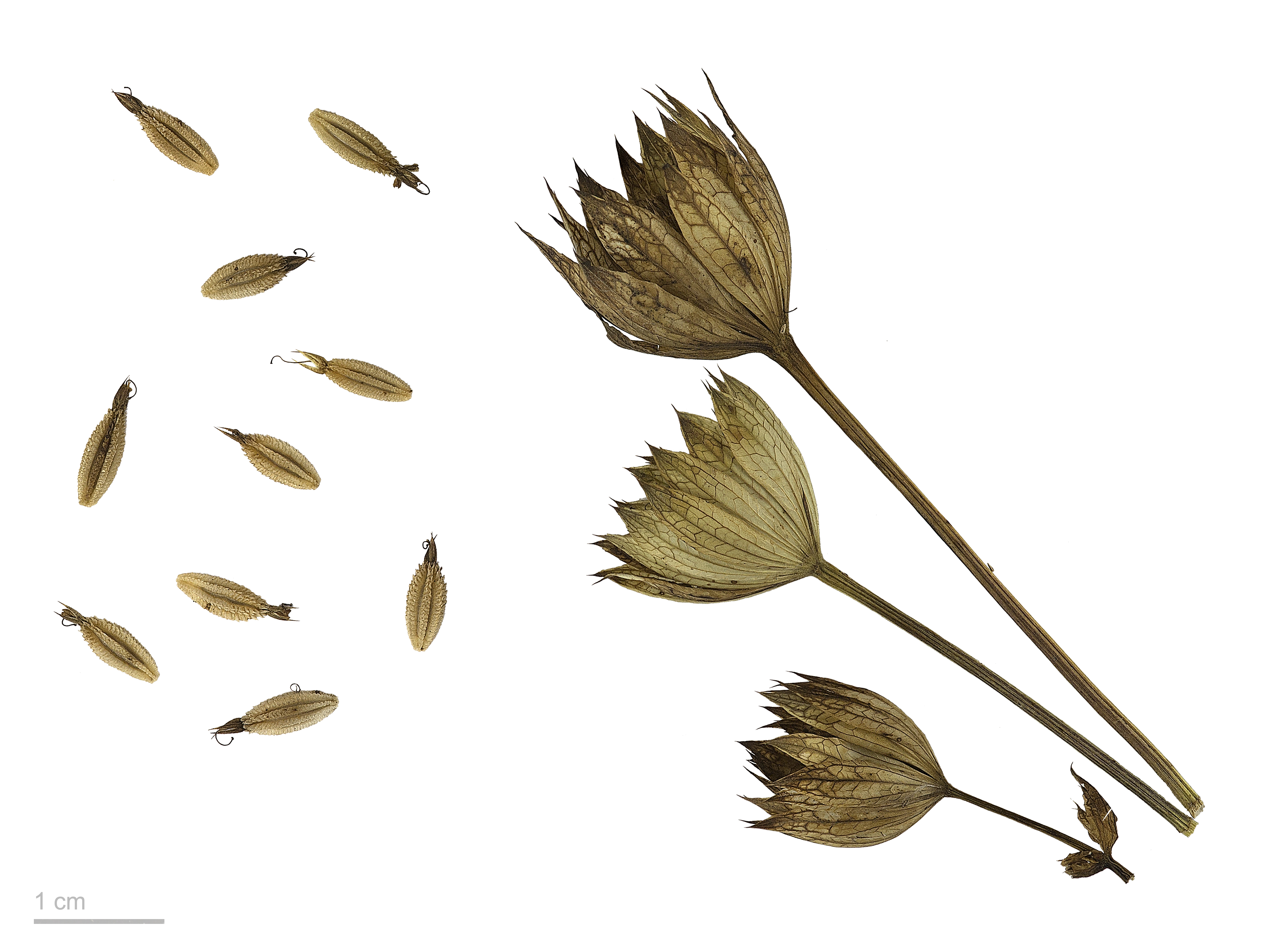

كَوْكَبيَّة كبيرة أو خُربق أسود أو هرقل (الاسم العلمي: Astrantia major) هو نوع من النباتات المزهرة من الفصيلة الخيمية، موطنها في أوروبا الوسطى والشرقية، ينمو بارتفاع حتى 90 سـم (35 بوصة)، ويبلغ عرضه 45 سـم (18 بوصة)، وهو نبات عشبي معمر، يستخدم بكثرة في الحدائق.

## معرض الصور

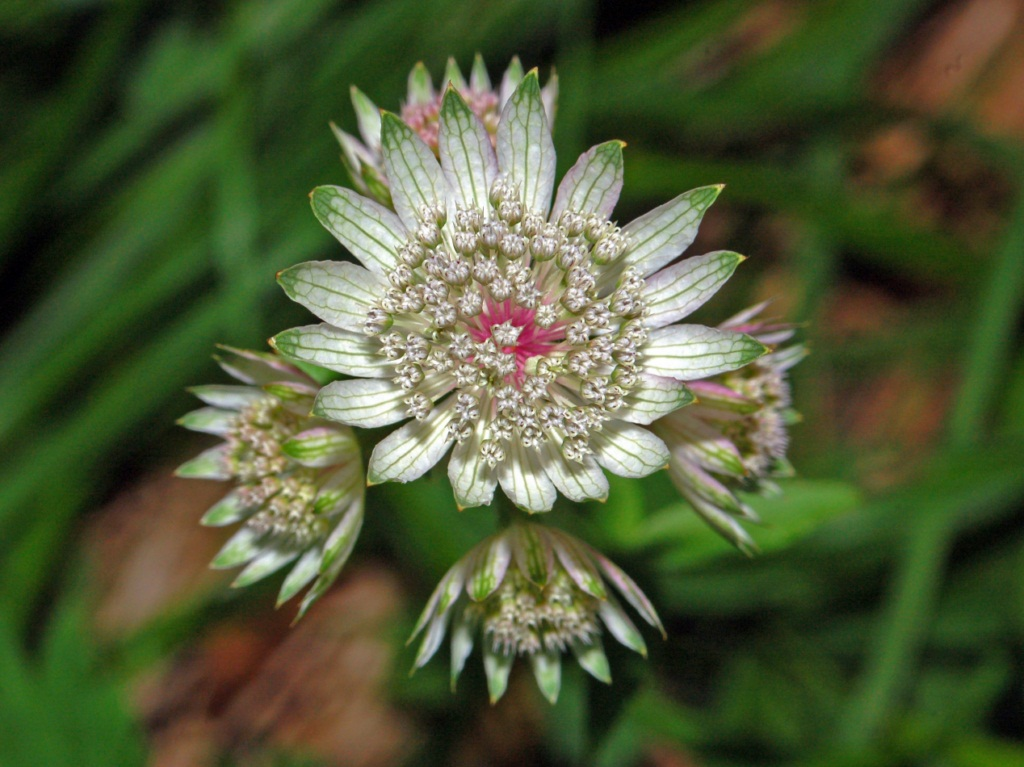
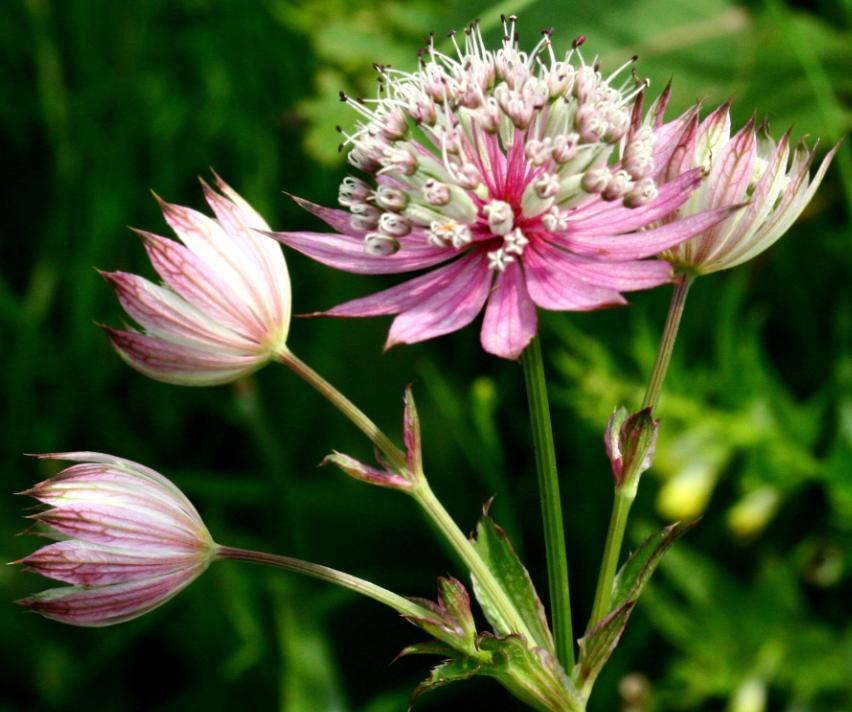
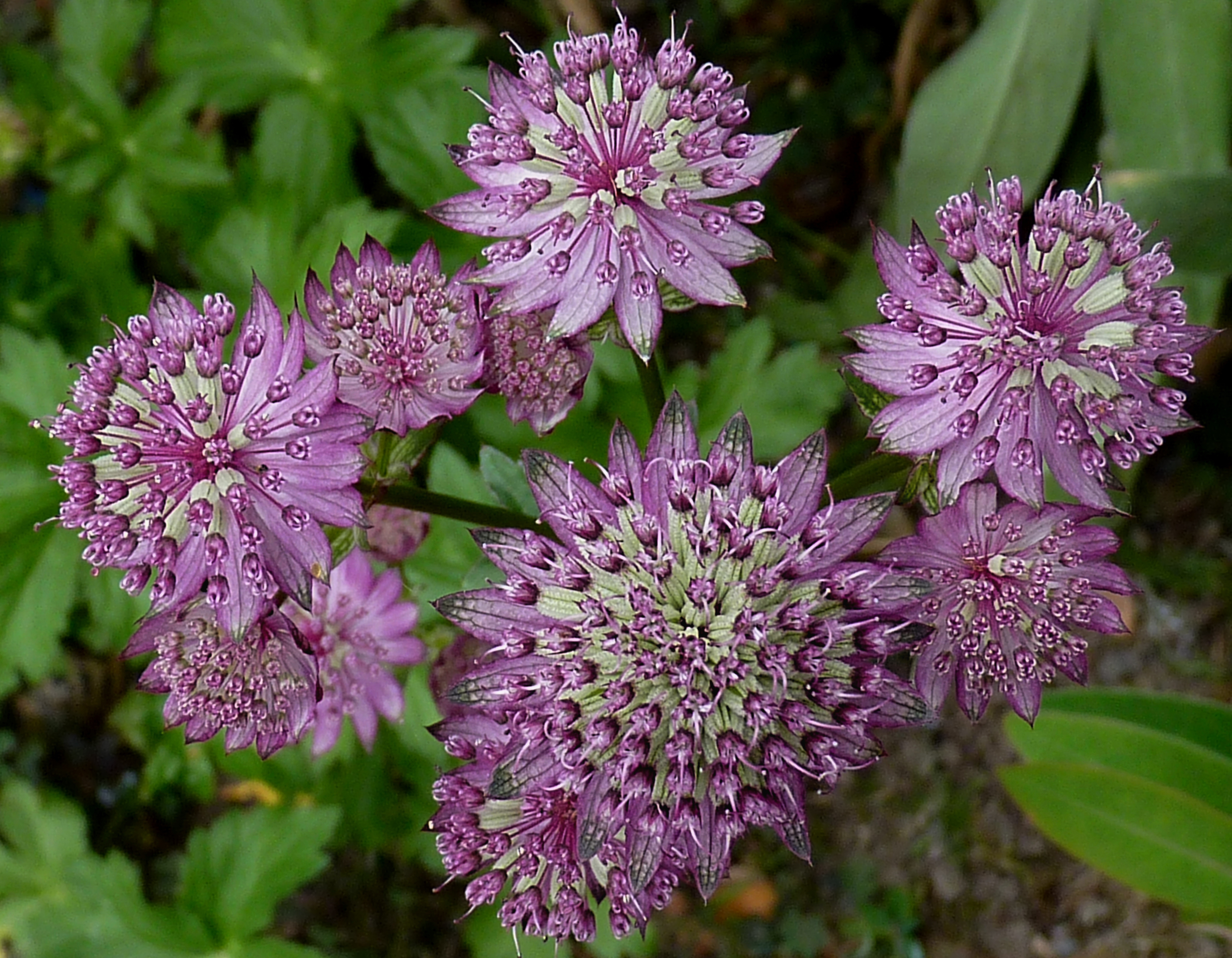
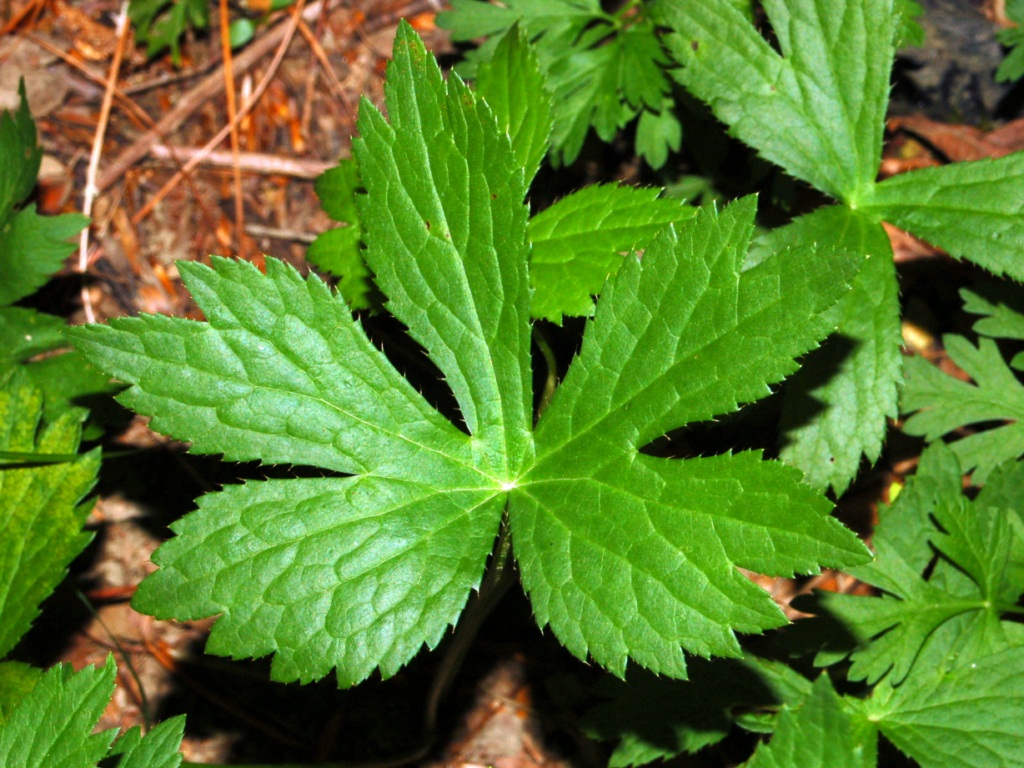
ورقة